# Manzac-sur-Vern
Manzac-sur-Vern é uma comuna francesa na região administrativa da Nova Aquitânia, no departamento Dordonha. Estende-se por uma área de 20,33 km². Em 2010 a comuna tinha 591 habitantes (densidade: 29,1 hab./km²).